# مطار ريفنا الدولي
مطار ريفنا الدولي (بالأوكرانية: Міжнародний аеропорт Рівне) و(بالإنجليزية: Rivne International Airport)‏ (إياتا: RWN، إيكاو: UKLR) مطار دولي أوكراني يقع قرب مدينة ريفنا في أوكرانيا بني في عام 1944، بدأ العمل فيه عام 1945. يقع على بعد 4 كم جنوب غرب مركز مدينة ريفنا

## روابط خارجية
- الموقع الرسمي مطار ريفنا الدولي